# Mary Harvey
Mary Harvey (* 4. Juni 1965 in Palo Alto, Kalifornien) ist eine ehemalige US-amerikanische Fußballspielerin und -funktionärin.

## Karriere

### Vereine
Harvey spielte während ihres Studiums an der University of California, Berkeley für das dortige Hochschulteam, die California Golden Bears. Von 1990 bis 1992 stand sie im Kader des FSV Frankfurt, mit dem sie 1990 den DFB-Pokal gewinnen konnte. Mitte der 1990er Jahre spielte sie für den schwedischen Club Tyresö FF.

### Auswahl-/Nationalmannschaft
Harvey kam am 1. April 1990 in Laudenbach als Torhüterin der Auswahlmannschaft des Hessischen Fußball-Verbandes beim 4:0-Sieg über die Auswahlmannschaft des Fußball- und Leichtathletik-Verbandes Westfalen um den Länderpokal zum Einsatz, nachdem sie ein Jahr zuvor in der US-Nationalmannschaft debütiert hatte. Mit dieser gewann sie die Goldmedaille bei der Weltmeisterschaft 1991. Bei der Weltmeisterschaft 1995, die die USA auf dem dritten Platz abschlossen, blieb sie ebenso wie beim Triumph bei den Olympischen Sommerspielen 1996 ohne Turniereinsatz. Im Jahr 1996 beendete Harvey ihre internationale Karriere.

## Funktionärstätigkeit
Nach dem Ende ihrer aktiven Karriere arbeitete Harvey in verschiedenen Rollen für den US-amerikanischen Fußballverband und die FIFA. Von 2008 bis 2010 war sie COO der Frauenfußballliga WPS.

## Erfolge
- 1990: DFB-Pokal-Sieger
- 1990: Länderpokal-Sieger
- 1991: Weltmeister
- 1996: Goldmedaille Olympisches Fußballturnier (ohne Einsatz)